# معركة موندا
مَعْرَكة مُوندَا (بالانجليزيةBattle of Munda ː) دَارَتْ رَحَاها يومْ 17 مارس 45 ق م، في جنوب هسبانيا (اليوم الاندلس)، بين يوليوس قيصر وبومبيوس الكبير. تُعتبر أخر معركة في حرب قيصر الأهلية ضد قادة الأوبتيميتس. مع الانتصار العسكري في موندا، ووفاة تيتوس لابينوس وجناوس بومبيوس (الابن الأكبر لبومبي)، تمكن قيصر من العودة منتصراً سياسيًا وعسكرياً إلى روما، ومن ثم حكم كديكتاتور روماني منتخب. بعد ذلك، اغتيل قيصر مما أدى إلى بدء الانحدار الجمهوري والذي أدى بدوره إلى نهوض الإمبراطورية الرومانية، التي بدأت في عهد الإمبراطور الروماني أوغسطس.

## مقدمة
كان الجمهوريون في البداية بقيادة بومبيوس الكبير، حتى معركة فرسالوس في 48 ق م وموت بومبيوس بعد ذلك بوقت قصير. ومع ذلك، في أبريل 46 ق م، دمرت قوات قيصر جيش بومبيوس في معركة ثابسوس. بعد ذلك، اقتصرت المعارضة العسكرية لقيصر على هسبانيا (شبه الجزيرة الأيبيرية، التي تضم إسبانيا والبرتغال اليوم). خلال ربيع عام 46 ق م، أعلن فيلقان في هيسبانيا أوليتير، تشكلا إلى حد كبير من قبل قدامى المحاربين البومبيين السابقين المسجلين في جيش قيصر، وأعلنو الولاء لصالح جناوس بومبيوس (ابن بومبيوس الكبير) وطردوا حاكم قيصر. سرعان ما انضمت إليهم فلول جيش بومبيوس. كانت هذه القوات بقيادة الأخوين جناوس بومبيوس وسكستوس بومبيوس (أبناء بومبيوس الكبير)، بوبليوس أتيوس فاروس والجنرال الموهوب تيتوس لابينوس، الذي كان أحد أكثر جنرالات قيصر ثقة خلال حروب الغال. باستخدام موارد المقاطعة تمكنوا من تكوين جيش من أربعة فيالق. كان هذان الفيلقان الأصليان المخضرمان، الفيلق المكون من الناجين من معركة ثابسوس، وفيلق إضافي تم تجنيده من المواطنين الرومان والسكان المحليين. لقد سيطروا على كل هيسبانيا أوليتير تقريبًا، بما في ذلك المستعمرات الرومانية المهمة إيتاليكا وقرطبة. لم يخاطر جنرالات قيصر كوينتوس فابيوس ماكسيموس وكوينتوس بيديوس بمعركة وظلوا في معسكر أوبولكو (بوركونا حاليًا)، على بعد حوالي 35 ميلاً (56 كم) شرق قرطبة، طالبين المساعدة من قيصر.
وهكذا، أُجبر قيصر على الانتقال من روما إلى هسبانيا للتعامل مع الإخوة بومبيوس. لقد أحضر ثلاثة فيالق مخضرمة موثوقة (الفيلق الخامس والفيلق السادس والفيلق العاشر)  وواحد من الفيالق الأحدث (الفيلق الثالث)، ولكن بشكل رئيسي اضطر إلى الاعتماد على المجندين الموجودين بالفعل في هيسبانيا. سارَ قيصر 1500 ميل (2400 كم) من روما إلى بوركونا في أقل من شهر واحد، ووصل في أوائل ديسمبر (كتب على الفور قصيدة قصيرة، إيتر ، يصف هذه الرحلة). دعا قيصر ابن أخيه أوكتافيان (الإمبراطور الروماني أوغسطس) للانضمام إليه، ولكن بسبب صحته، لم يتمكن أوكتافيان من الوصول إليه إلا بعد انتهاء الحملة.

### في يوليا
عندما وصل قيصر إلى هسبانيا بايتيكا، كانت جيوش بومبيوس تفرض حصارًا على يوليا (إحدى المدن القليلة التي ظلت موالية لقيصر). تم إرسال لوسيوس فيبيوس باسيايكوس، أحد ضباطه المعروفين لدى سكان يوليا وكان يعرف المنطقة، مع ستة أفواج لتعزيز المدافعين. من ثمة سار قيصر بنفسه إلى جيشه الرئيسي في قرطبة على أمل جذب جيوش بومبيوس من يوليا. وصل باسيايكوس بالقرب من يوليا أثناء الليل عندما اجتاحت العاصفة. باستخدام الظلام والمطر، سار باسيايكوس برجاله عبر خطوط جيوش بومبيوس، ولم يتمكن الحراس من التعرف على الرموز الفيلقية لجنوده، فسمحوا لهم بالمرور. تسلل باسيايكوس ورجاله إلى المدينة لتعزيز المدافعين.

### في قرطبة
بينما كان يتم تعزيز يوليا، سار قيصر نحو قرطبة التي كان يدافع عنها سكستوس بومبيوس مع حامية قوية. اشتبكت طليعة قوات قيصر مع سلاح الفرسان التابع لسكستوس والذي تنبه بوصول قوات العدو. أرسل سكستوس ندائاً لأخيه أن قيصر كان بالقرب من قرطبة وطلب تعزيزات. تخلى جناوس عن حصار يوليا وسار لمساعدة أخيه مع جيوش بومبيوس بأكمله. قامت قوات سكستوس بإغلاق أو تدمير الجسر المؤدي إلى قرطبة عبر الوادي الكبير. لذلك قام قيصر ببناء جسر مؤقت وسار بجيشه، ثم إقامة معسكر بالقرب من قرطبة. سرعان ما وصل جناوس ولابينوس مع جيوش بومبيوس. وخاضت مناوشات شرسة على الجسر، وفقد كلا الجانبين العديد من الرجال. كان قيصر يبحث عن مواجهه حاسمة ولن يكون الأمر كذلك. لذلك خلال إحدى الليالي، تسلل جيش قيصر من معسكرهم وبعد عبور النهر ساروا إلى مدينة أتيغوا.

### في أتيغوا
بعد وصوله إلى مدينة أتيغوا المحصنة، بدأ قيصر في محاصرتها، وبنى العديد من المعسكرات حولها. سار جناوس ولابينوس بجيشهما حول مواقع قيصر على أمل مفاجأته بقدومهم من اتجاه غير متوقع. اقتربوا من تحت غطاء الضبب الكثيف وفاجأوا عددًا من جنود قيصر. عندما تلاشى الضباب، أصبح من الواضح أن قيصر قد استولى على جميع الأراضي المرتفعة حول المدينة وتم ترسيخها جيدًا. وبنا معسكر إلى الغرب (بين بينه وبين إسبيخو) لذلك حاولوا الخروج بخطة من اجل زحزحت خصمهم من موقعه المتفوق، فشنوا هجومًا على أحد المعسكرات، لكن تم صدهم عندما أرسل قيصر الفيلق الخامس والسادس والعاشر لمساعدة رفاقهم. في اليوم التالي، تم تعزيز قيصر من قبل حلفائه، وأبرزهم الملك بوغود من غرب موريتانيا. بموجب نصيحة لابينوس، قرر جناوس بومبيوس تجنب معركة مفتوحة، واضطر قيصر لشن حملة شتوية، أثناء شراء الطعام والمأوى لجيشه. في أوائل عام 45 ق م، عرض الفصيل الموالي لقيصر في أتيغوا تسليم المدينة، ولكن عندما اكتشفت حامية جوش بومبيوس الموجود في المدينة امرهم قامو باعدام الموالين لقيصر. حاولت الحامية شق طريقهم عبر صفوف قيصر بعد فترة من الحادث، لكنهم تعرضوا للضرب وعادوا ألى مواقعهم. استسلمت المدينة بعد فترة وجيزة. كانت هذه ضربة مهمة لثقة جيش بومبيوس ومعنوياته، وبدأ بعض الحلفاء الأصليين بالأنشقاق والأنضمام إلى قيصر.

### سالسوم وسوريكاريا
بعد أن أخذ قيصر أتيغوا، بدأ في بناء معسكر بالقرب من معسكر جيش بومبيوس عبر نهر سالسوم. هاجم جناوس بسرعة مفاجئاً قيصر، بفضل الأعمال البطولية والتضحية من قبل اثنين من السينتوريون من الفيلق الخامس حافظة على أنضباط الخطوط الأمامية للجيش. بعد هذه النكسة، قرر قيصر التراجع إلى سوريكاريا لقطع أحد خطوط الإمداد لجيش بومبيوس. مناوشة أخرى بالقرب من سوريكاريا في 7 مارس ذهبت لصالح قيصر. بدأ العديد من الرومان في معسكر جيش بومبيوس يخططون للانشقاق واضطر جناوس بومبيوس للتخلي عن تكتيكات التأجيل وتقديم المعركة. كسر المعسكر وسار بجيشهِ جنوبا باتجاه بلدة موندا.

## المعركة

الموقع المحتمل لمَعْرَكة مُوندَا.

التقى الجيشان في سهول موندا بجنوب إسبانيا. كان جيش بومبيوس يقع على تلَ، على بعد أقل من ميل واحد (1.6 كم) من جدران موندا، في موقع يمكن الدفاع عنه. قاد قيصر ما مجموعه ثمانية فيالق، مع 8000 فارس وعدد غير معروف من المشاة الخفيفة، بينما قاد جناوس ثلاثة عشر فيلقًا و 6000 من المشاة الخفيفة وحوالي 6000 فارس. كان العديد من الجنود الجمهوريين قد استسلموا بالفعل لقيصر في الحملات السابقة ثم هجروا جيشه للانضمام إلى بومبيوس: كانوا يقاتلون بيأس، خوفًا من عدم العفو عنهم للمرة الثانية (بالفعل، أعدم قيصر سجناء في آخر انتصار كبير له، في معركة ثابسوس). بعد حيلة فاشلة تهدف إلى إغراء جناوس أسفل التل، أمر قيصر بشن هجوم أمامي (يتقدمهم شعار «فينوس»، الإلهة التي اشتهر بأن قيصر ينحدر من نسلها).
استمر القتال لمدة 8 ساعات دون تقدم واضح لأي من الجانبين، مما دفع الجنرالات إلى ترك مواقعهم القيادية والانضمام إلى الرتب. كما قال قيصر نفسه لاحقًا «لقد قاتَلت مَرات عَديِدة منْ أجل النصرْ، ولكن في مُوندَا قاتَلتُ منْ أجلِ حَياتي.»  تولى قيصر قيادة جناحه الأيمن، حيث شارك الفيلق العاشر المفضل لديه في قتال عنيف. بإلهام من قيصر، بدأ الفيلق العاشر في صد قوات جناوس، وإدراكًا منه للخطر، قام جناوس بومبيوس بإزالة فيلق من جناحه الأيمن لتعزيز الجناح الأيسر المهدد، وكان ذلك خطأ فادحًا. وبمجرد إضعاف الجناح اليميني في جيش بومبيوس، شن سلاح الفرسان التابع لقيصر هجومًا حاسمًا حول مسار المعركة. هاجم الملك بوغود وفرسانه الموريتانيون يمين الجيش وقاموا باختراق الجناح ومهاجمة الجزء الخلفي من جيش بومبيوس. رأى تيتوس لابينوس، قائد سلاح الفرسان في جيش بومبيوس، هذه المناورة وحرك بعض القوات لاعتراضها.
أساء جيش بومبيوس تفسير الموقف. تحت ضغط شديد بالفعل على كل من الجناح الأيسر (من الفيلق العاشر) والأجنحة اليمنى (الفرسان)، اعتقدوا أن لابينوس كان يتراجع. كسرت فيالق جيش بومبيوس خطوطها وهربت في حالة من الفوضى. على الرغم من أن البعض تمكنوا من العثور على ملجأ داخل جدران موندا، فقد قُتل عدد أكبر أثناء الهزيمة. في نهاية المعركة كان هناك حوالي 30 ألف جندي من جيش بومبيوس قتلوا في الميدان. كانت الخسائر من جانب قيصر أخف بكثير، فقط حوالي 1000. تم القبض على جميع المعايير الثلاثة عشر لجيوش بومبيوس، وهي علامة على التفكك الكامل لقوات العدو. توفي تيتوس لابينوس وأتيوس فاروس في الميدان وتم دفنه من قبل قيصر، بينما تمكن جناوس بومبيوس من الفرار من ساحة المعركة.

## ما بعد المعركة
غادر قيصر وتركة مندوبه كوينتوس فابيوس ماكسيموس ليحاصر موندا ويتحرك لتهدئة المقاطعة. استسلمت قرطبة، تم إعدام رجال مسلحين في المدينة (معظمهم من العبيد المسلحين) واضطرت المدينة إلى دفع تعويضات باهظة. صمدت مدينة موندا لبعض الوقت، ولكن بعد محاولة فاشلة لكسر الحصار، استسلمت، مع أسر 14000 سجين. طارد جايوس ديديوس، وهو قائد بحري موال لقيصر، معظم سفن بومبيوس. بحث جناوس بومبيوس عن ملجأ على الأرض، لكنه حوصر خلال معركة لاورو وقتل. على الرغم من بقاء سكستوس بومبيوس طليقًا، لم يكن هناك بعد موندا جيوش محافظة تتحدى سيطرة قيصر. عند عودته إلى روما، وفقًا لبلوتارخ، فإن «الانتصار الذي احتفل به لهذا النصر أغضب الرومان أكثر من أي شيء. لأنه لم يهزم الجنرالات الأجانب، أو الملوك البرابرة، ولكنه دمر أطفال وعائلة أحد أعظم رجال روما». أصبح قيصر ديكتاتوراً مدى الحياة، رغم أن نجاحه لم يدم طويلاً. قُتل قيصر في 15 مارس من العام التالي 44 ق م من قبل الجيل التالي من رجال الدولة، بقيادة بروتوس وكاسيوس.